# Mickey's Gala Premier
Pour plus de détails, voir Fiche technique et Distribution.
Mickey's Gala Premier ou Mickey's Gala Premiere est un dessin animé de Mickey Mouse produit par Walt Disney pour United Artists et sorti le 1er juillet 1933.

## Synopsis
Mickey est l'invité vedette pour la « première » du film Galloping Romance au Grauman's Chinese Theatre. On assiste à l'arrivée des autres vedettes sous la forme de caricatures. On voit :
- Laurel et Hardy
- Marx Brothers
- Jimmy Durante
- Clark Gable
- Sid Grauman
- Mae West
- Jean Harlow
- Joan Crawford
- Bette Davis
- Harold Lloyd
- Joe E. Brown
- Charlie Chaplin
- Buster Keaton
- Edward G. Robinson
- George Arliss
- Greta Garbo
- Fredric March
- Boris Karloff
- Bela Lugosi
- Marie Dressler
- Wallace Beery
- Maurice Chevalier
- Chester Morris
- Gloria Swanson
- William Powell
- Will Rogers
- Ethel Barrymore
- John Barrymore

Le faux film est un archétype de certains films de Mickey Mouse dans lequel Minnie est prise en otage par Pat Hibulaire. Mickey part à sa poursuite et doit se battre pour sauver la belle.
À la fin du film les invités félicitent Mickey qui reçoit mais un baiser de Greta Garbo.

## Fiche technique
- Titre original : Mickey's Gala Premier ou Mickey's Gala Premiere
- Autres Titres [1]:
  - Suède : Musse Piggs galapremiär
- Série : Mickey Mouse
- Réalisateur : Burt Gillett
- Animateur: Joe Grant, Dick Lundy
- Voix : Walt Disney (Mickey), Marcellite Garner (Minnie)
- Producteur : Walt Disney, John Sutherland
- Distributeur : United Artists
- Date de sortie : 1er juillet 1933[2]
- Format d'image : Noir et Blanc
- Musique : Frank Churchill
- Son : Mono RCA Photophone
- Durée : 7 min
- Langue : (en)
- Pays :  États-Unis

## Commentaires
Ce film est en quelque sorte une version améliorée et grand public de la plus intimiste Parade des nommés aux Oscars 1932. Le film présenté Galloping Romance n'existe pas réellement mais parodie Mickey gaucho (The Gallopin' Gaucho, 1928), Qui s'y frotte s'y pique (The Cactus Kid, 1931) et Mickey au Grand Nord (The Klondike Kid, 1932).
L'acteur Wallace Beery caricaturé dans Mickey's Gala Premier a servi d'inspiration pour le personnage d'Elliott le dragon dans Peter et Elliott le dragon (1977) conçu par l'animateur Ken Anderson.
Au Royaume-Uni, on connaît le film pour être la dernière émission diffusée par la BBC Television dans la matinée de son arrêt le 1er septembre 1939, au début de la Seconde Guerre mondiale. Le film, diffusé dans son intégralité, est suivi d'une mire de réglage, ce qui contredit les rumeurs selon lesquelles la cessation d'émettre aurait eu lieu pendant le film. Il est diffusé à nouveau le 7 juin 1946, après la reprise des émissions de la BBC Television,.